# The Red Rider
Pour plus de détails, voir Fiche technique et Distribution.
The Red Rider est un serial américain en 15 chapitres réalisé par Lew Landers, sorti en 1934.

## Synopsis
Le shérif Red Davison, le shérif de Sun Dog, est choqué lorsqu'il apprend que son ami Silent Slade se retrouve accusé du meurtre d'un homme nommé Scotty McKee. Il pense que Slade a été piégé et qu'on lui refuse un procès équitable. Lorsque Slade est condamné à être pendu, Red lui permet de s'échapper de la prison, sacrifiant ainsi son travail et sa bonne réputation. Red et son cheval Silver suivent ensuite Slade pour tenter de l'aider à prouver son innocence...

## Fiche technique
- Titre : The Red Rider
- Réalisation : Lew Landers
- Scénario : W.C. Tuttle, George H. Plympton, Vin Moore, Ella O'Neill et Basil Dickey (en)
- Photographie : Richard Fryer
- Production : Milton Gatzert et Henry MacRae
- Pays d'origine : États-Unis
- Format : Noir et blanc - 1,37:1 - Mono
- Genre : western
- Durée : 310 minutes - 15 chapitres
- Date de sortie : 1934

## Distribution
- Buck Jones : 'Red' Davidson
- Grant Withers : 'Silent' Slade
- Marion Shilling : Marie Maxwell
- Walter Miller : Jim Breen
- Richard Cramer : Joe Portos
- Charles K. French : Robert Maxwell
- Margaret La Marr : Joan McKee
- Edmund Cobb : Johnny Snow
- Jim Thorpe : Al Abel, acolyte de Portos
- Monte Montague : Bill Abel, acolyte de Portos

Acteurs non crédités
- King Baggot : Citadin
- Jim Corey : Berg, acolyte de Breen
- Frank Ellis : Citadin
- Frank Hagney : Pilier de bar (Ch. 1)
- J. P. McGowan : Scotty McKee (Chs. 1, 15)
- Tom Ricketts : Le juge (Ch. 1)